# Édouard Guinand
Pour les articles homonymes, voir Guinand.
Édouard Guinand est un poète, parolier et librettiste français né le 23 janvier 1838 à Paris et mort dans la même ville le 27 septembre 1909. 

## Biographie
Édouard Louis Auguste Guinand naît le 23 janvier 1838 à Paris (ancien 2e arrondissement),. 
Docteur en droit, haut-fonctionnaire, il fait toute sa carrière au ministère de la Marine. D'abord agent puis commis au Dépôt des cartes et plans de la Marine (entre 1858 et 1863), il rejoint l'administration centrale en 1863, comme commis, puis sous-chef de bureau, enfin directeur à compter de 1886,. 
Parallèlement, Guinand est un auteur et poète prolifique, proche des milieux artistiques. Il figure ainsi au palmarès des auteurs les plus récompensés lors du concours de poésie de l'Institut au tournant des XIXe et XXe siècles, en compagnie de Fernand Bessier et d'Eugène Adenis. On lui doit notamment plusieurs textes pour la cantate du prix de Rome de composition musicale : La fille de Jephté en 1878, Geneviève en 1881, Édith en 1882, L'Enfant prodigue en 1884, mis en musique par Claude Debussy (qui remporte cette année-là le premier prix),.
Il est choisi par de nombreux musiciens qui composent des mélodies et scènes lyriques d'après ses poèmes : Cécile Chaminade en 1894 (Sombrero), Mel Bonis à six reprises, Gabriel Pierné ou Victorin de Joncières, entre autres.  
Comme écrivain, Édouard Guinand est l'auteur de deux recueils de poésie : Au courant de la vie (Paris, Ollendorf, 1885) et Offrandes à Euterpe (Paris, Fischbacher, 1894). 
Nommé chevalier de la Légion d'honneur en 1877, il est promu officier en 1892. 
Il meurt à Paris 16e le 27 septembre 1909,. 